# Ala Veterana Gaetulorum

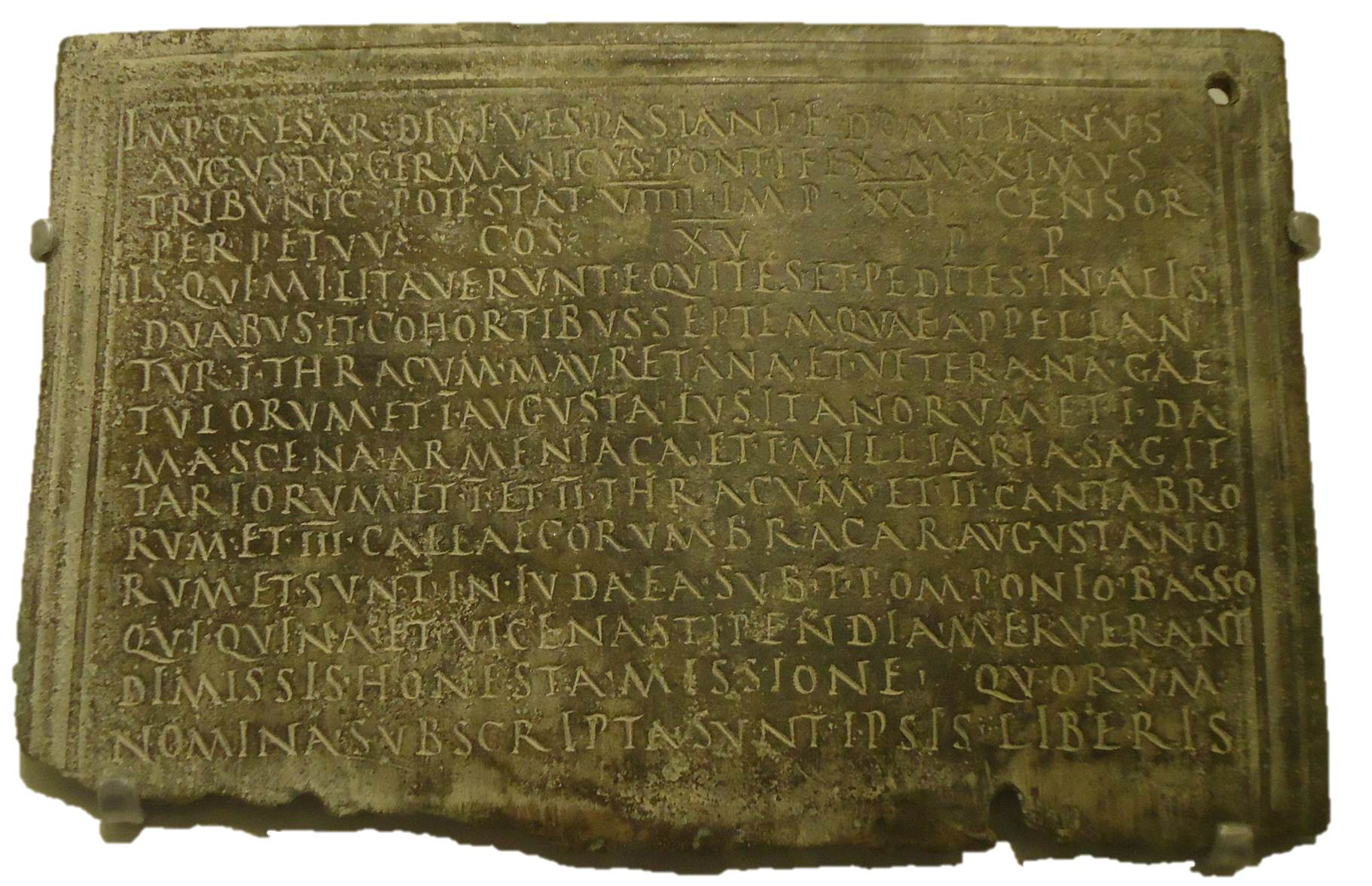
Das Militärdiplom des Jahres 90

Die Ala Veterana Gaetulorum (deutsch Ala die Altgediente der Gaetuler) war eine römische Auxiliareinheit. Sie ist durch Militärdiplome und Inschriften belegt. In dem Diplom von 142 wird sie als Ala Gaetulorum Veterana bezeichnet.

## Namensbestandteile
- Veterana: die Altgediente. Vermutlich waren die Ala Veterana Gaetulorum und die Ala I Flavia Gaetulorum zu einem unbekannten Zeitpunkt in derselben Provinz stationiert; wahrscheinlich hatten beide zu diesem Zeitpunkt die Bezeichnung Ala Gaetulorum. Zur Unterscheidung erhielt die dienstälteste der beiden Einheiten den Zusatz Veterana.[1]

- Gaetulorum: der Gaetuler. Die Soldaten der Ala wurden bei Aufstellung der Einheit aus den verschiedenen Stämmen der Gaetuler rekrutiert.

Da es keine Hinweise auf den Namenszusatz milliaria (1000 Mann) gibt, war die Einheit eine Ala quingenaria. Die Sollstärke der Ala lag bei 480 Mann, bestehend aus 16 Turmae mit jeweils 30 Reitern.

## Geschichte
Die Ala war in den Provinzen Iudaea und Arabia (in dieser Reihenfolge) stationiert. Sie ist auf Militärdiplomen für die Jahre 86 bis 142 n. Chr. aufgeführt.
Die Einheit nahm um 68 am Jüdischen Krieg teil. Der erste Nachweis der Einheit in der Provinz Iudaea beruht auf einem Diplom, das auf 86 datiert ist. In dem Diplom wird die Ala als Teil der Truppen (siehe Römische Streitkräfte in Syria) aufgeführt, die in der Provinz stationiert waren. Weitere Diplome, die auf 87 bis 90 datiert sind, belegen die Einheit in derselben Provinz.
Die Ala wurde zu einem unbestimmten Zeitpunkt in die Provinz Arabia verlegt. Möglicherweise nahm sie aber auch schon an der Annexion des Nabatäerreichs durch Trajan um 106 teil und wurde danach in der neuen Provinz stationiert. Der erste Nachweis der Einheit in Arabia beruht auf einem Diplom, das auf 142 datiert ist. In dem Diplom wird die Ala als Teil der Truppen (siehe Römische Streitkräfte in Arabia) aufgeführt, die in der Provinz stationiert waren.

## Standorte
Standorte der Ala sind nicht bekannt.

## Angehörige der Ala
Folgende Angehörige der Ala sind bekannt:

### Kommandeure
| - C(aius) Valerius Clemens (CIL 5, 7007) | - Sedatius Apollonius, ein Präfekt |

## Weitere Alae mit der BezeichnungAla Gaetulorum
Es gab noch eine weitere Ala mit dieser Bezeichnung, die Ala I Flavia Gaetulorum. Sie ist durch Militärdiplome von 92 bis 152/153 belegt und war in den Provinzen Moesia inferior und Pannonia inferior stationiert.